# Bacht (cratera)
Bacht é uma cratera marciana. Tem como característica 8 quilômetros de diâmetro. Deve o seu nome a Bacht, uma localidade situada no Usbequistão.